# Тори (бойни изкуства)
Вижте пояснителната страница за други значения на Тори.
В японските бойни изкуства тори (на японски: 取り) се нарича един от партньорите (противник), изпълняващ най-често ролята на атакуващ в условния бой (кумите). Другият партньор се нарича уке.